# Chuuk

Vlajka

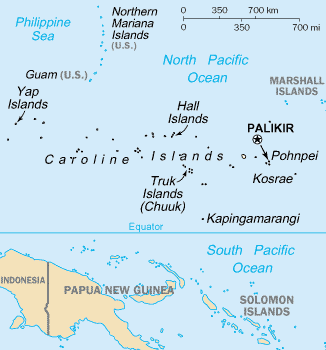
Poloha

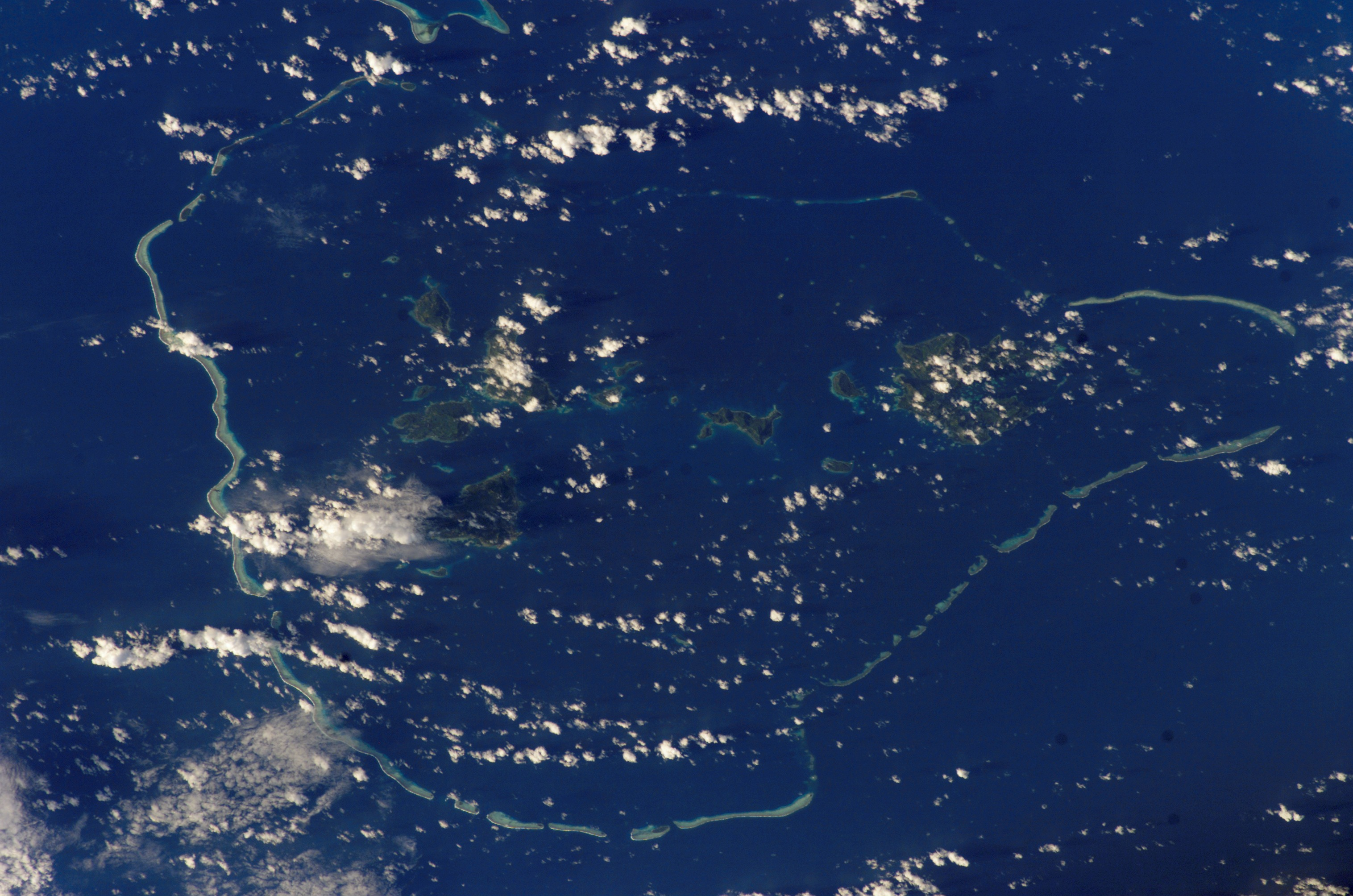
Satelitní pohled na Chuuk

Chuuk (do roku 1990 Truk) je souostroví ležící v souostroví Karolíny v jihozápadní části Tichého oceánu. Jedná se o nejlidnatější ze čtyř států tvořících Federativní státy Mikronésie. Hlavním městem je Weno. Rozloha státu je 127 km², počet obyvatel 53 595 a hustota zalidnění 420/km². Centrem ostrovů je laguna Truk s řadou hornatých ostrovů, kterou od moře odděluje korálový útes s ostrůvky.

## Historie
Celou oblast pro Evropu objevili portugalští mořeplavci. Chuuk postupně jako svou kolonii ovládalo Španělsko (Španělská Východní Indie), Německo (Německá Nová Guinea) a Japonsko (od roku 1914 jako mandátní území Tichomořské ostrovy). Atol Truk byl za druhé světové války hlavní základnou Japonského císařského námořnictva v oblasti. V roce 1944 zde byly během spojenecké Operace Hailstone japonské síly zničeny. Na mořském dně od té doby leží řada vraků lodí a vojenské techniky, což z něj činí vyhledávanou lokalitu pro potápění.
V letech 1949–1979 byl Chuuk pod správou OSN vykonávanou USA jako součást Poručenského území Tichomořské ostrovy. Po vyhlášení samostatnosti Federativních států Mikronésie byla oblast volně přidružena k USA a správa OSN byla formálně zrušena v roce 1990.

## Galerie

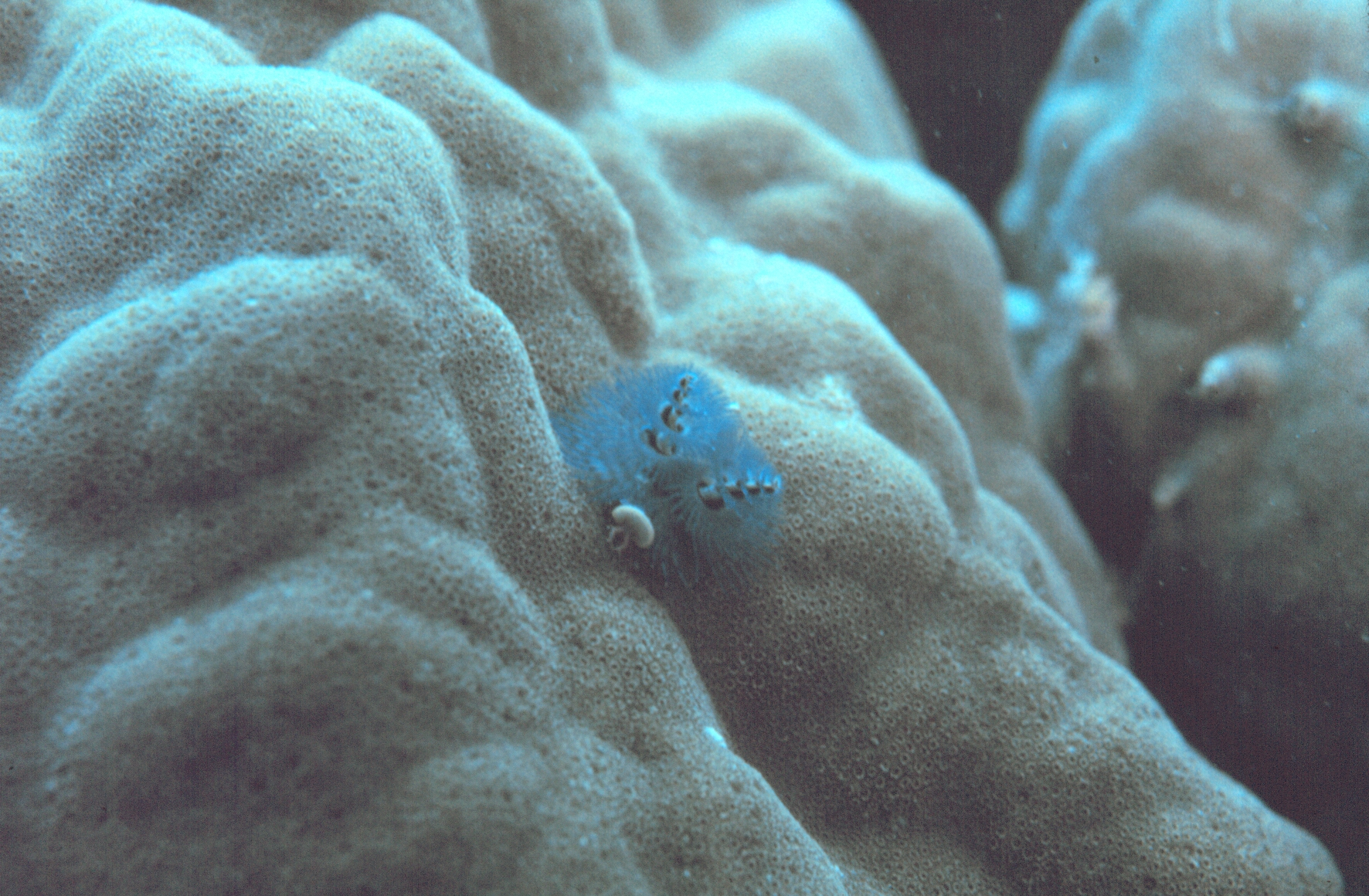
Korálový útes
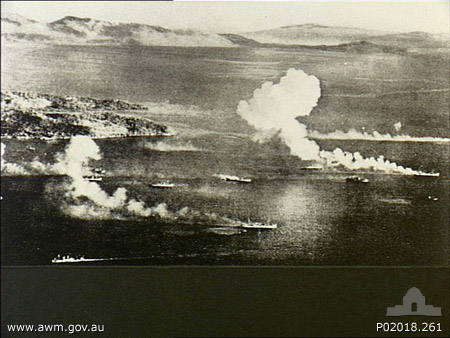
Napadené lodě v laguně Truk během operace Hailstone
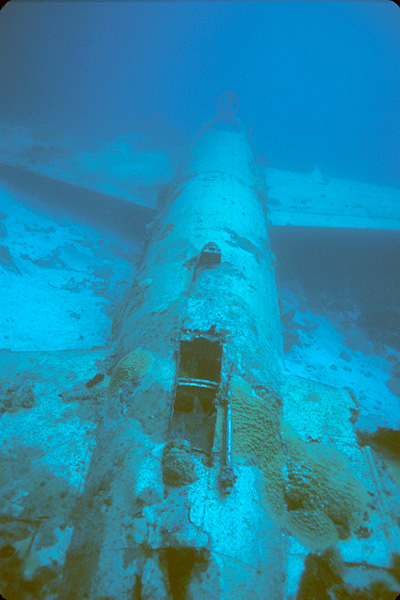
Bombardér Micubiši G4M Betty
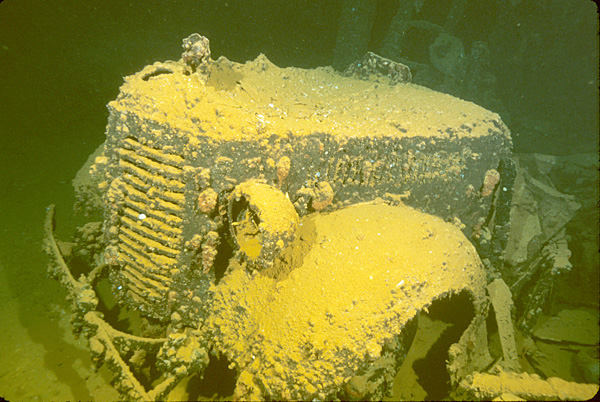
Nákladní automobil na palubě vraku Hoki Maru